# 1162
| Calendário gregoriano                                                        | 1162 MCLXII                                          |
| Ab urbe condita                                                              | 1915                                                 |
| Calendário arménio                                                           | 611 – 612                                            |
| Calendário bahá'í                                                            | -682 – -681                                          |
| Calendário budista                                                           | 1706                                                 |
| Calendário chinês                                                            | 3858 – 3859 Início a 18 de janeiro (aproximadamente) |
| Calendário copta                                                             | 878 – 879                                            |
| Calendário etíope                                                            | 1154 – 1155                                          |
| Calendários hindus - Vikram Samvat - Calendário nacional indiano - Cáli Iuga | 1217 – 1218 1083 – 1084 4262 – 4263                  |
| Calendário Holoceno                                                          | 11162                                                |
| Calendário islâmico                                                          | 557 – 558                                            |
| Calendário judaico                                                           | 4922 – 4923                                          |
| Calendário persa                                                             | 540 – 541                                            |
| Calendário rúnico                                                            | 1412                                                 |
| Calendário solar tailandês                                                   | 1705                                                 |

1162 (MCLXII, na numeração romana) foi um ano comum do século XII do Calendário Juliano, da Era de Cristo, e a sua letra dominical foi G (52 semanas), teve início numa segunda-feira e terminou também numa segunda-feira. No reino de Portugal estava em vigor a Era de César que já contava 1200 anos.
| Ano completo                         |
| ------------------------------------ |
| Ano comum com início à segunda-feira |

## Eventos
- 30 de Novembro - D. Afonso Henriques reconquista Beja, que havia caído em poder dos Mouros, fe-lo, com um exército português constituído por cavaleiros-vilãos comandado por Fernão Gonçalves. Em homenagem a este feito, é decidida a construção da Ermida de Santo André (Beja).
- Ocupação do território galego de Límia por D. Afonso Henriques.

## Nascimentos
- Gêngis Cã.

## Mortes
- 18 de Fevereiro – São Teotónio, religioso português do século XII, tendo sido canonizado pela Igreja Católica (n. 1082).
- 13 de Maio - Geza II da Hungria , rei da Hungria (n. 1130).
- 27 de Junho - Odo II, Duque da Borgonha (n. 1118).
- 6 de Agosto - Raimundo Berengário IV de Barcelona que foi conde de Barcelona (n. 1113).
- Guilherme VI de Montpellier, senhor de Montpellier, França.